# Simplemente (álbum de El Tri)
Simplemente es el primer álbum de estudio de la banda de rock El Tri, Lanzado al mercado por Warner Music Group en 1984. El álbum explora la naturaleza de la experiencia humana, con temas como el amor, la negligencia corporativa, la adicción al rock and roll, el alcohol, el conflicto, y hasta la muerte. 
Es considerado por muchos de sus seguidores como el mejor álbum de la banda bajo el nombre de El Tri (sobrepasando Niño sin Amor y 25 Años). El álbum fue un hito en la historia del rock en español, que incluye las clásicas canciones cuyas recibieron buen tiempo en la radio como "Triste canción", "Vicioso", "San Juanico" y "Metro Balderas" del legendario roquero mexicano Rodrigo González. El álbum fue el primero de la banda bajo el nuevo nombre de El Tri. (Álex Lora acababa de terminar una batalla jurídica en 1984 con Carlos Hauptvogel sobre los derechos del nombre Three Souls In My Mind, así que continuó la banda bajo el nombre El Tri). Lo que hace este álbum un clásico que muchos fanes han considerado como el mejor de la banda, son los tonos musicales de Álex como vocalista, Sergio Mancera en guitarra principal, y Arturo Labastida en el saxofón. También la banda incorporó un sonido diferente al del previo Three Souls. Por ejemplo, la batería (Mariano Soto) es más fuerte/pesada que la de Hauptvogel. Aparte de Álex Lora, otros miembros de la banda participaron en la escritura de las canciones Sergio Mancera, Mariano Soto y Arturo Labastida.

## Concepto
Simplemente, trata los temas de la adolescencia, la juventud, la vida fácil, y de la vida moderna. Así como también temas que no conocen edad como la adicción al alcohol y el amor. Temas que llevan individuos al borde de la desesperación y el conflicto. Estos temas no solamente son hechos con letras sino también con sonidos como el intro a la canción "Agua, mi niño (La curva)". Los sonidos de hombres tomando y brindando indican que se están divirtiendo, sin preocupaciones y/o olvidándose de esas preocupaciones. Estos sonidos se volverían a utilizar más en lo que sería el próximo álbum de El Tri Hecho en México. 
El tema de la negligencia corporativa se ve en el tema de "San Juanico" que explica como por culpa de esa negligencia hubo una explosión de gas matando cientos de personas que vivían alrededor de la planta de gas. Pero que sin embargo el gobierno y los encargados correspondientes no hicieron nada por mejorar la situación y en vez de crear nuevas casas y pagar indemnizaciones crearon un parque en el lugar de las casas. En "Vicioso" el tema es de un individuo (tal vez Álex), quien está obsesionado con el rock y que llega a coleccionar más de tres mil discos. En "Triste canción" (escrita con metáforas y símbolos), trata sobre un amor utópico entre dos personas. Y en "Metro Balderas", adaptación de la canción de Rodrigo González, se trata el conflicto del amor entre una pareja que rompe relaciones. Entonces él no quiere regresar a la estación Balderas porque ahí están todos sus recuerdos de esa relación. 
Pero también el sonido de los instrumentos simbolizan o nos dejan saber la gravedad del tema musical. Por ejemplo, el intro a la canción San Juanico empieza con un golpe de a un platillo 'chino', seguido por el saxofón de Labastida y después por la guitarra de Mancera. Los tres sonidos son fuertes. La guitarra de Mancera es casi incansable y con mucho sonido fuerte. Esto casi no se había visto en los trabajos anteriores de la banda (Three Souls). Así como también el saxofón de Labastida tiene muchísimo sonido fuerte. San Juanico es la canción más pesada y obscura del álbum y tal vez inclusive de la banda. 
"Triste Canción", es también un ejemplo de la gravedad del énfasis instrumental por parte de Mancera y Labastida. Ambos le pusieron ese toque fuerte de guitarra y el saxofón previamente mencionados. Pero ésta llegó a ser un hito gracias a la voz rígida de Álex Lora y la actitud reflejada en la batería de Mariano Soto.

## Grabaciones
Las localidades en donde se grabó este álbum no han sido hechas públicas ni tampoco indicadas en el álbum Simplemente. Se podría esperar que estuvo grabado en algún estudio de grabación en la Ciudad de México. El álbum pudo haber sido grabado entre los años 1984 y 1985. [cita requerida] Tampoco se sabe quien fue el ingeniero de grabación. Pero se le debe que dar buen crédito al ingeniero ya que este álbum tuvo un magnífico sonido.
Este disco fue producido por Ricardo Ochoa, después de convencer a Alejandro Lora de que firmara para su compañía independiente "Comrock" en 1984. Grabado en los estudios "Golden" en el Estado de México, por Juan Switalski y en una sesión maratónica de dieciocho horas seguidas. De manera incorrecta la compañía "WEA Music" le da crédito a Álex Lora, como productor desde que se imprime en formato de disco compacto. Sin lugar a dudas un trabajo de producción sobresaliente, y el primer trabajo y más importante en todos los aspectos de la carrera de El Tri. 
Las editoras de los temas son las siguientes. 
Ediciones Musicales Rimo, S.A. editaron: "Sópleme usted primero", "San Juanico", "Vicioso", y "Agua, mi niño (La curva)". 
Editora de Música WEA: "Juanita", "Violencia, drogas y sexo" y "Triste canción".
Editora de Música Wea/Sacm: "Metro Balderas".

## Éxito
Las ventas de discos de El Tri es una cifra muy oscura ya que casi Lora y/o otras personas correspondientes al tema, casi no sueltan esta información al público. En una entrevista con Miguel Ríos al poco tiempo de haber grabado a dueto con Alex en la canción de "Madre Tierra" (del álbum No Podemos Volar), dijo que gracias al éxito de "Triste canción" el álbum Simplemente había vendido más de 700,000 copias originales. Si esto es cierto, entonces el álbum Simplemente está muy cerca de haber vendido el primer millón de copias o ya se vendieron ese primer millón. Ya han sido más de seis años desde que Miguel Ríos hizo este comentario. Pero no se sabe si Simplemente ha vendido ya varios millones de copias. Lo que si está claro es que ha sido el álbum que más se ha vendido de la banda puesto que es el más famoso. Inclusive ha sido certificado multiplatino (según la lista que aparece en el álbum de Sinfónico 2). 
Desafortunadamente, en México no ha habido una lista de popularidad que claramente marque cuantas semanas un álbum y en que número de popularidad ese álbum se quede. Por esto, no se sabe cuantas semanas en la lista de popularidad Simplemente se hubiese quedado. Los sencillos "Triste canción", "Vicioso", "San Juanico" y "Metro Balderas" son los más populares del álbum.

## Triste canción
"Triste Canción" es indiscutiblemente la canción más famosa de El Tri, es la canción que no puede faltar en un concierto de la banda. En el álbum de En vivo desde la cárcel de Santa Martha, Álex estaba a punto de promocionar lo que era el álbum más nuevo (Otra tocada más), cuando los reos gritaban sin parar que se tocara "Triste canción". Así interrumpieron la promoción de Álex y no pararon de gritar hasta que por fin Álex le ordenó al resto de la banda a que tocaran la rola. 
En el año de 1998 sale un álbum llamado TRI...buto mezclado por Jack Endino, con una ecléctica selección de 15 grupos de rock mexicano y en el cual hay una versión electrónica de dicha canción por Monalisa Overdrive (Israel López y Diego Infante) y como invitados Luis Enrique Guzmán (en la voz) y Horacio 'El Heavy' en la guitarra.
En 1999, Álex sacó su primer producción como solista titulado Lora, su Lira y sus rolas, álbum que fue muy bien recibido incluye una nueva versión de "Triste Canción" acústica. Rafael Salgado de WEA, fue invitado por Álex exclusivamente para tocar la armónica en "Triste canción". 
En el 2003, sale el álbum El TRI...buto, que es obviamente un tributo a la banda. En el disco aparecen 10 canciones de El Tri interpretadas por diferentes bandas y la que interpretó "Triste Canción" fue el Grupo Pesado.

## Otras canciones famosas
Aparte de "Triste Canción", "Metro Balderas" es la siguiente canción más famosa del álbum y una de las más famosas de la colección de El Tri cuya versión original pertenece a Rodrigo (Rockdrigo) González. "Metro Balderas" es una de las más pedidas en los conciertos de El Tri aunque pocos conocen la verdadera procedencia de esta canción. "Vicioso" fue la que introdujo a la banda al Perú, ya que esta duro semanas en las radios de ese país después de la salida del álbum Simplemente. "San Juanico" es una de las canciones más oscuras de la banda puesto que el tema es trágico y la música es muy diferente a las demás canciones de El Tri. Estas tres canciones, así como "Triste Canción" se han convertido en himnos y favoritas entre los seguidores de El Tri.

## Lista de canciones
Todas las canciones fueron compuestas por Álex Lora, excepto donde se indique lo contrario.
1. "Sópleme usted primero" - (Álex Lora y Sergio Mancera) - 4:25
2. "San Juanico" - 5:15
3. "Vicioso" - (Álex Lora y Sergio Mancera) - 2:19
4. "Juanita" - (Álex Lora, Sergio Mancera y Mariano Soto) - 3:50
5. "Triste canción" - 5:25
6. "Agua, mi niño (La curva)" - (Álex Lora y Sergio Mancera) - 3:26
7. "Violencia, drogas y sexo" -  (Álex Lora y Guillermo Briseño) - 3:40
8. "Metro Balderas" - (Rodrigo González; Álex Lora) - 5:30

## Formación
- Álex Lora - voz y bajo
- Sergio Mancera - guitarra
- Arturo Labastida  - saxofón
- Rafael Salgado - armónica
- Mariano Soto - batería